# België op het Eurovisiesongfestival 1960
België nam deel aan het Eurovisiesongfestival 1960 in Londen, hoofdstad van het Verenigd Koninkrijk. Het was de 5de deelname van het land op het Eurovisiesongfestival. De INR was verantwoordelijk voor de Belgische bijdrage voor de editie van 1960.

## Selectieprocedure
Finale belge pour le Grand Prix Eurovision was de naam voor de Belgische voorronde voor het Eurovisiesongfestival 1960. Fud Leclerc werd voor de derde keer afgevaardigd door de Waalse omroep. Hij nam dit jaar ook deel aan de Zwitserse voorronde, maar haalde het daar niet. Solange Berry, die dit jaar haar kans waagde in de Belgische voorronde, stond in 1958 al op het Eurovisiepodium voor Luxemburg.

### Uitslag
| Volgorde | Artiest       | Lied                  |
| -------- | ------------- | --------------------- |
| 1        | Mary The      | A plein coeur         |
| 2        | Lily Vincent  | Il y a bien longtemps |
| 3        | Fud Leclerc   | Mon amour pour toi    |
| 4        | Solange Berry | On m'attend           |
| 5        | Ferry Devos   | Vieux Carnet          |

## In Londen
In het Verenigd Koninkrijk trad België vijfde van dertien landen aan, na Denemarken en voor Noorwegen. Aan het einde van de puntentelling stond België op een fraaie zesde plaats, met negen punten. De hoogste individuele score kreeg België van Zweden: zij hadden vier punten over voor Mon amour pour toi.
1956 · 1957 · 1958 · 1959 · 1960 · 1961 · 1962 · 1963 · 1964 · 1965 · 1966 · 1967 · 1968 · 1969 · 1970 · 1971 · 1972 · 1973 · 1974· 1975 · 1976 · 1977 · 1978 · 1979 · 1980 · 1981 · 1982 · 1983 · 1984 · 1985 · 1986 · 1987 · 1988 · 1989 · 1990 · 1991 · 1992 · 1993 · 1994 · 1995 · 1996 · 1997 · 1998 · 1999 · 2000 · 2001 · 2002 · 2003 · 2004 · 2005 · 2006 · 2007 · 2008 · 2009 · 2010 · 2011 · 2012 · 2013 · 2014 · 2015 · 2016 · 2017 · 2018 · 2019 · 2020 · 2021 · 2022 · 2023 · 2024 · 2025
België · Denemarken · Frankrijk · Italië · Luxemburg · Monaco · Nederland · Noorwegen · Oostenrijk · Verenigd Koninkrijk · West-Duitsland · Zweden · Zwitserland